# 第65回高松宮記念杯競輪
第65回高松宮記念杯競輪は、2014年6月12日から15日まで、宇都宮競輪場にて開催された、競輪のGI競走である。2010年大会（大津びわこでの最後の開催）以来4年ぶりに、500mバンクでの開催となった。

## 決勝戦

### 競走成績
- 6月15日（日）[1] 2525m（5周）先頭固定競走[2]
- 誘導員…幸田光博（栃木）[2]

| 着順 | 車番 | 選手       | 登録地 | 着差     | 決まり手 | 上がり (秒) | H/B | 特記   |
| ---- | ---- | ---------- | ------ | -------- | -------- | ----------- | --- | ------ |
| 1    | 9    | 稲川翔     | 大阪   |          | 差し     | 13.9        |     |        |
| 2    | 5    | 大塚健一郎 | 大分   | 3/4車輪  | 差し     | 13.7        |     |        |
| 3    | 3    | 岩津裕介   | 岡山   | 1車身1/2 |          | 13.2        |     |        |
| 4    | 7    | 脇本雄太   | 福井   | 1/2車身  |          | 14.2        | HB  |        |
| 5    | 4    | 東口善朋   | 和歌山 | 1/2車身  |          | 13.8        |     |        |
| 6    | 1    | 浅井康太   | 三重   | 1/4車輪  |          | 13.2        |     |        |
| 7    | 8    | 吉村和之   | 岐阜   | 1車身1/2 |          | 13.2        |     |        |
| 8    | 6    | 柏野智典   | 岡山   | 3/4車輪  |          | 13.4        |     |        |
| 9    | 2    | 菊地圭尚   | 北海道 |          |          | -           |     | 落携入 |

### 配当金額
| 枠番二連勝複式 | 4=6   | 900円    |
| 枠番二連勝単式 | 6-4   | 1,150円  |
| 車番二連勝複式 | 5=9   | 2,810円  |
| 車番二連勝単式 | 9-5   | 3,650円  |
| 三連勝複式     | 3=5=9 | 3,190円  |
| 三連勝単式     | 9-5-3 | 18,270円 |
| ワイド         | 5=9   | 890円    |
| ワイド         | 3=9   | 310円    |
| ワイド         | 3=5   | 800円    |

### レース概要
先行した脇本の番手から稲川が差し、GI4度目の決勝で初優勝。3番手から中を割った菊地が稲川、脇本とからんで落車したことで、稲川と脇本が審議対象となったが、審議となったが、（2人とも）セーフの判定が出た。
2着は菊地マークから外を伸びた大塚。3着は最後に強襲した岩津。

## その他
- 宇都宮でのGIは、佐藤友和が優勝した2010年8月の第26回読売新聞社杯全日本選抜競輪以来で、この大会としては初めてとなった。

- 決勝戦の地上波中継は日本テレビ《今回に関しては関東広域圏ローカル》『坂上忍の勝たせてあげたいTV～GI高松宮記念杯競輪』[8][9]（新番組）。また、とちぎテレビでも初日からCS放送の同時ネットを行った。

- シリーズ全体の目標額は105億円[10]だったが、シリーズ四日間の総売上は92億4254万4500円で、対前年比89.7%となった。SS11移籍問題に関わった選手が5月1日からあっせん自粛となりこの大会に不出場となったことも大きく響く結果となった。

### 競走データ
- 前年大会よりも賞金が上がった（副賞を含んだ優勝賞金は2,900万円[11]←2,590万円[12]、大会総計は1億9,954万8000円[13]←1億8,593万7000円[14]）。

- 本大会は、5月1日から出場自粛となっているSS11移籍問題に関わった選手は不出場となっていた。

- 決勝進出者9人のうち、東口善朋[注 1]（4番車）と吉村和之（8番車）の2名はGI初優出[15]。浅井康太（1番車）のみがGIタイトルホルダーかつ今年度のS級S班選手だった[16]。

- 稲川翔は今回がGI決勝進出4度目[17]で、初優勝（GII・GIIIの優勝もなかった[18]）。全日本選抜（2月）、日本選手権（3月）に続く、近畿地区の選手によるGI優勝となった。

- 大阪所属選手のGI級制覇は、西地清一（1963年の一宮「日本選手権」）以来51年ぶりとなった[17][注 2]。